# 3D Lemmings
3D Lemmings è un videogioco rompicapo sviluppato dalla Clockwork Games e pubblicato dalla Psygnosis/Sony Computer Entertainment nel 1995 per MS-DOS, PlayStation e Sega Saturn. Il videogioco è la prima versione di Lemmings sviluppata con grafica tridimensionale.